# John Templeton McCarty
 (signalé en juillet 2025).
Si vous disposez d'ouvrages ou d'articles de référence ou si vous connaissez des sites web de qualité traitant du thème abordé ici, merci de compléter l'article en donnant les références utiles à sa vérifiabilité et en les liant à la section « Notes et références ».
- Archive Wikiwix
- Bing
- Cairn
- DuckDuckGo
- E. Universalis
- Gallica
- Google
- G. Books
- G. News
- G. Scholar
- Persée
- Qwant
- (zh) Baidu
- (ru) Yandex
- (wd) trouver des œuvres sur Wikidata

John Templeton McCarty (28 août 1828 – 4 février 1860) était un des « Six Immortels » fondateurs de la fraternité Phi Gamma Delta (en), un franc-maçon et un candidat malheureux à la législature de l'État de Californie ainsi qu'à la cour suprême des États-Unis. Il participa à la ruée vers l'or et partit en 1849 pour la Californie après avoir appris la nouvelle de la découverte d'or.